# Oumar Mariko

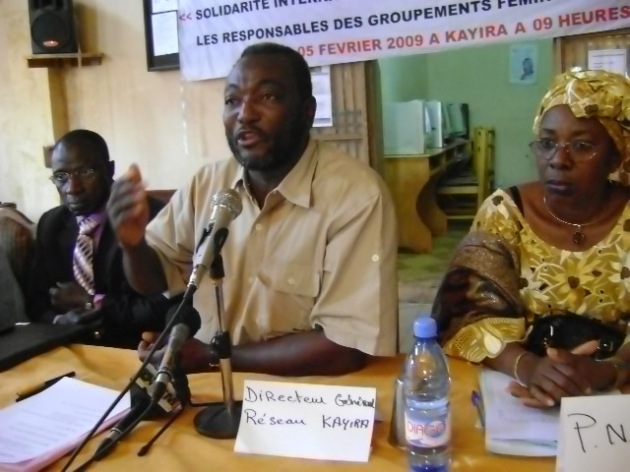
Oumar Mariko

Oumar Mariko (arabisch سياسي مالي, geb. 4. Februar 1959, Bafoulabé, Französisch-Sudan) ist ein malischer Politiker, Arzt und ehemaliger Studenten-Aktivist. Er ist Generalsekretär der Partei Solidarité Africaine pour la Démocratie et l’Indépendance (SADI), einer kommunistischen Partei, und hat 2002, 2007 und 2013 dreimal für das Amt des Präsidenten Malis kandidiert.

## Leben
Oumar Mariko wurde in Bafoulabé geboren. Sein politisches Engagement begann bereits während seiner Studienzeit. Er arbeitete von 1976 bis 1977 als Gründungsmitglied der Union Nationale des Etudiants et des Elèves du Mali (Nationale Union der Studenten und Schüler Malis, UNEEM) am Dioila-Lycée und von 1978 bis 1979 am Badalabougou-Lycée. Von 1979 bis 1980 war er Mitglied des Organisationsbüros der Gewerkschaft. Er war von 1990 bis 1992 deren Generalsekretär. Mariko führte Proteste an, die schließlich 1991 zum Sturz von Präsident Moussa Traoré führten. Er war auch als Repräsentant der Studentenvereinigung am Transitional Committee for the Salvation of the People (CTSP, dt. Übergangskomitee für die Rettung des Volkes) beteiligt.
Oumar Mariko ist von Beruf Arzt und der Gründer der Mah Doumbia Surgical Clinic in Bamako. Außerdem ist er Generaldirektor des privaten Radiosenders Kayira und Sprecher von URTEL, der Gewerkschaft, die Rundfunk und Fernsehen in Mali vertritt.

## Politik
Zusammen mit Cheick Oumar Sissoko gründete Mariko 1996 eine politische Partei, die Solidarité Africaine pour la Démocratie et l’Indépendance (SADI), in Opposition gegen Präsident Alpha Oumar Konaré. Er ist der Generalsekretär der SADI, einer ausgesprochen linken Partei.
Mariko wurde von seiner Partei als Kandidat für die Präsidentschaftswahl im April 2002 gewählt. In den Wahlen kam er auf den 12. Platz mit 0,88 % der Stimmen. Bei der Parlamentswahl im Juli 2002 trat Mariko als Kandidat im Wahlkreis Kolondiéba an.
Zum Ende der Nationalkonferenz der SADI wurde Mariko am 24. Februar 2007 als Kandidat für die Präsidentschaftswahl im April 2007 bestätigt. Er setzte sich im Wahlkampf gegen die aktuelle Wirtschafts-, Sozial-, Bildungs- und Gesundheitspolitik ein und verkündete seinen Wunsch nach einem „demokratischen und volksnahen Staat“. Er lehnte die Privatisierung der Compagnie malienne pour le développement du textile (CMDT, Malische Gesellschaft für Textil-Entwicklung) und der Huilerie cotonnière du Malo (Huicoma, Baumwollöl-Fabrik von Malo) ab und forderte die Renationalisierung der Eisenbahnen. Er wandte sich auch gegen die angebliche „Bevorzugung“ von Präsident Amadou Toumani Touré im Sozialwohnungsbau. Während des gesamten Wahlkampfs erklärte Mariko, dass „die Wahlen weder transparent, noch aufrichtig und noch weniger glaubwürdig sein werden“ (elections will be neither transparent, nor sincere and even less credible), und warf der Bürgerbewegung (Citizens’ Movement), welche Touré unterstützte, Betrugsversuche vor. Er belegte mit 2,72 % der Stimmen den vierten Platz. In einer Pressekonferenz am 29. Mai verurteilte Mariko die Wahlkommission und das Verfassungsgericht wegen deren Handhabung der Wahl und sagte, dass die Wahlkommission aufgelöst werden sollte. Er äußerte auch scharfe Kritik an der größten Oppositionskoalition, der Front für Demokratie und die Republik (Front pour la démocratie et la république), an welcher er sich nicht beteiligte.
Bei der Parlamentswahl im Juli 2007 gewann er auf einer SADI-Liste in Kolondiéba einen Sitz in der Nationalversammlung; der andere Kandidat auf der Liste war Moussa Coumbéré. Die SADI-Liste belegte im ersten Wahlgang mit 21,28 % der Stimmen den zweiten Platz hinter der Liste des Congrès national d'initiative démocratique (Nationalkongress für Demokratie, CNID), die 25,29 % erhielt. Allerdings gewann die SADI-Liste im zweiten Wahlgang mit 61,76 % der Stimmen des Bezirks.
Mariko ist ein Kritiker der Globalisierung und der Bretton Wood Accords.
2007 bis 2008 war Mariko Präsident der Kommission für auswärtige Angelegenheiten, im Ausland lebende Malier und afrikanische Integration (Commission of Foreign Affairs, Malians Living Abroad, and African Integration) in der Nationalversammlung.

### Putsch in Mali 2012
Nach dem Staatsstreich, der die demokratischen Institutionen Malis in der Nacht vom 21. auf den 22. März 2012 außer Kraft setzte, gründeten Oumar Mariko und seine politische Partei SADI das Mouvement populaire du 22 Mars (Volksbewegung vom 22. März, MP22), welches die Putschisten unterstützte.
In den Wahlen im Juli und August 2013 wurde Mariko wieder in die Nationalversammlung gewählt. Anschließend kandidierte er für das Amt des Präsidenten der Nationalversammlung, doch bei der Abstimmung am 22. Januar 2014 gewann der Kandidat der Regierungspartei, Issaka Sidibé, mit 115 zu 11 Stimmen für Mariko deutlich.